# Alpamayo
L'Alpamayo è una delle più famose montagne della Cordillera Blanca, nelle Ande peruviane: nel 1966, in occasione della prima ascensione alla vetta per la via principale, l'UNESCO l'ha definita la "montagna più bella del mondo".

## Storia

### Origine del nome
Il suo nome viene dal quechua allpa (terra) e mayu (fiume): significa dunque “fiume fangoso”. Questo nome però designava in origine una fattoria alle pendici della montagna. Il nome che la popolazione di lingua quechua usa per essa è Shuyturahu, da shuytu (magro e lungo, a forma piramidale) e raju (montagna innevata).

## Descrizione

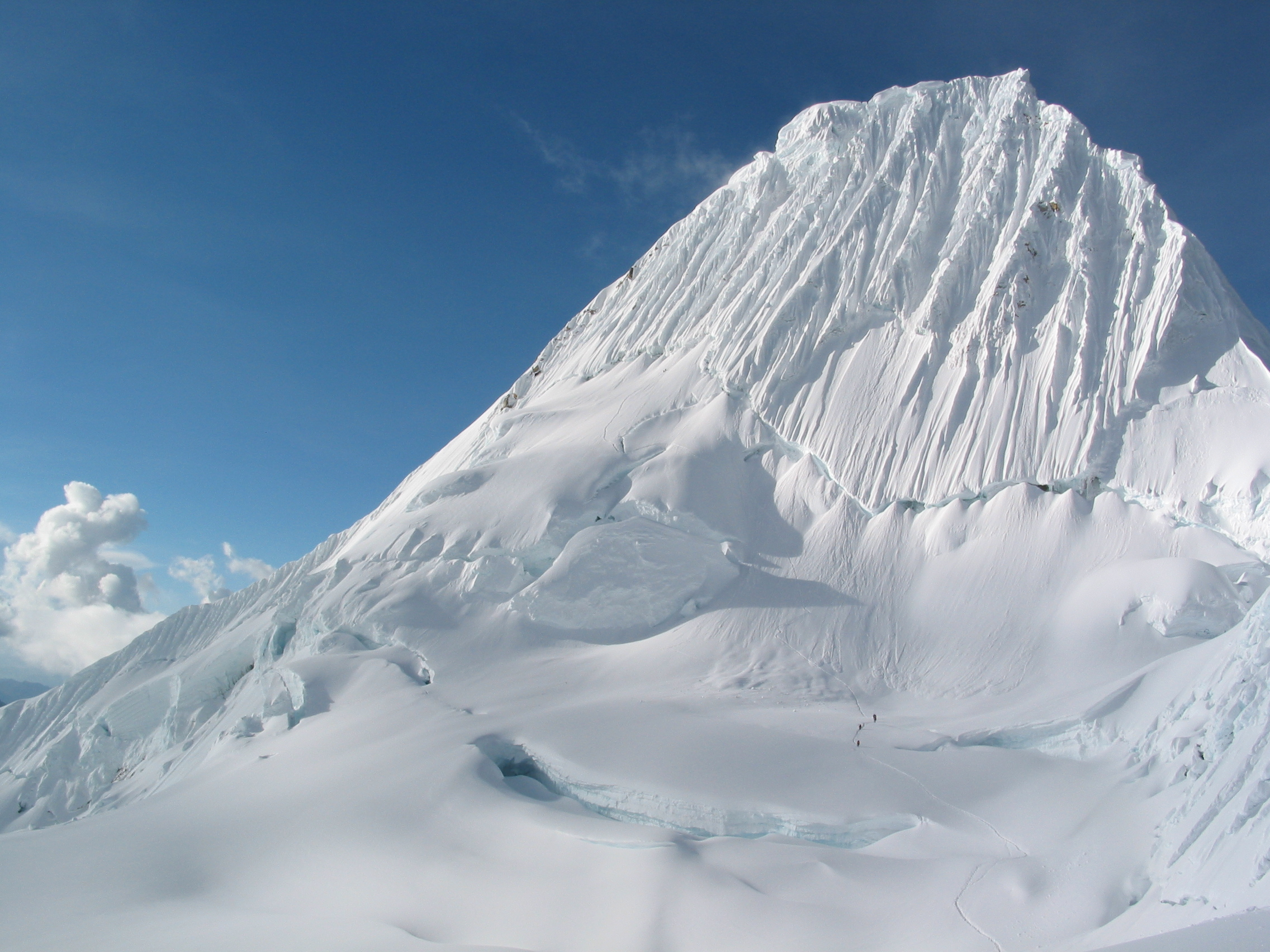
Vetta dell’Alpamayo

L'Alpamayo (5.947 m), che si presenta come una piramide di ghiaccio quasi perfetta, è una delle numerose montagne del massiccio montuoso chiamato Macizo de Santa Cruz, situato nella parte settentrionale della Cordillera Blanca. Nonostante sia più bassa di molte delle montagne vicine, la sua fama è dovuta essenzialmente alla sua inusuale simmetria e il suo aspetto unico.

### Alpinismo
Una cordata franco-belga, composta da J. Jongen, G. Kogan, R. Leininger e M.Lenoir, annunciò nel 1951 di aver effettuato la prima salita. In realtà si fermarono ad una vetta secondaria sulla cresta nord; la via fu completata fino alla cima principale solo nel 1966. La prima a toccare la cima fu la cordata tedesca composta da Günter Hauser, Frieder Knauss, Bernhard Huhn e Horst Wiedmann il 20 luglio 1957 attraverso l'opposta cresta sud.
La via più praticata, conosciuta come "via Ferrari", considerata una “classica” andina, è situata nel lato sudovest della montagna.
Fu aperta il 20 luglio 1975 dagli italiani Casimiro Ferrari, Danilo Borgonovo, Pino Negri, Sandro Liati, Angelo Zoia e Pinuccio Castelnuovo. A fianco di essa un'altra via, chiamata “via basco-francese", è stata aperta il 28 giugno 1993 da Antoine Cayrol, Stephane Cayrol, Aritza Monasterio e José Luis Domeño.